# Belisırma, Güzelyurt
Belisırma là một xã thuộc huyện Güzelyurt, tỉnh Aksaray, Thổ Nhĩ Kỳ. Dân số thời điểm năm 2010 là 507 người.